# Вукодер
45°34′ пн. ш. 15°32′ сх. д. / 45.57° пн. ш. 15.54° сх. д.
Вукодер (хорв. Vukoder) — населений пункт у Хорватії, у Карловацькій жупанії у складі міста Карловаць.

## Населення
Населення за даними перепису 2011 року становило 103 осіб.
Динаміка чисельності населення поселення: